# Villanova Canavese
Villanova Canavese – miejscowość i gmina we Włoszech, w regionie Piemont, w prowincji Turyn.
Według danych na rok 2004 gminę zamieszkiwało 1010 osób, 336,7 os./km².